# Parco naturale del monte Apo
Il Parco naturale del monte Apo è un'area naturale protetta delle Filippine, situata nella regione di Soccsksargen sulla grande isola di Mindanao, all'interno delle provincie di Davao del Sur e di Cotabato nell'estrema zona meridionale del Paese.

## Territorio
Il Parco fu istituito il 9 maggio 1936 con decreto dell'allora presidente delle Filippine Manuel Quezón a copertura di porzioni delle città di Kidapawan, nella Provincia di Cotabato, e di Guianga e Santa Cruz nella attuale provincia di Davao del Sur per una superficie totale di circa 77 000 ettari. Il 24 settembre 1996 il parco fu dichiarato area protetta dal Presidente allora in carica Fidel V. Ramos e la superficie ridotta a poco più di 72 000 ettari. Il parco si estende sull'area del Monte Apo e nelle zone circostanti.

## Fauna
Nel territorio del parco sono presenti 53 specie di mammiferi, tra cui il tarsio delle Filippine (Carlito syrichta), il ratto di foresta di Mindanao (Bullimus bagobus), il cinghiale dalle verruche delle Filippine (Sus philippensis), la volpe volante dal capo dorato (Acerodon jubatus), la tupaia di Mindanao (Urogale everetti) e il cervo delle Filippine (Rusa marianna).
Sono state censite 272 specie di uccelli, il 40% dei quali endemici. Tra di essi meritano una menzione l'aquila delle Filippine (Pithecophaga jefferyi), il cacatua delle Filippine (Cacatua haematuropygia), l'assiolo di Mindanao (Otus mirus), il gufo reale delle Filippine (Bubo philippensis), il lorichetto di Mindanao (Trichoglossus johnstoniae) e il bucero testabianca (Rhabdotorrhinus leucocephalus).